# Schraubenbaumartige

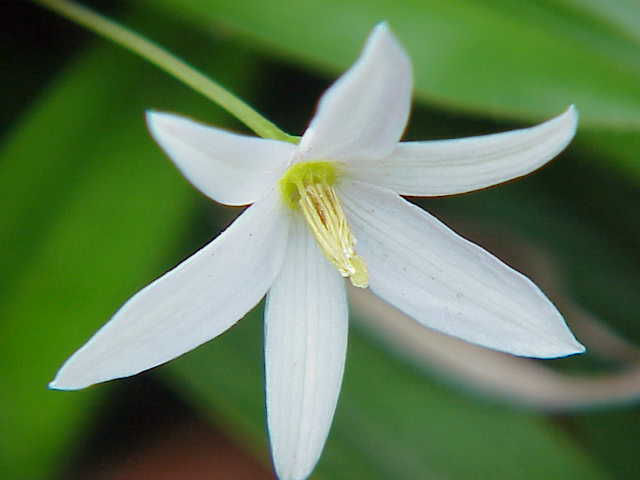
Talbotia elegans (Velloziaceae)

Die Schraubenbaumartigen (Pandanales) sind eine Ordnung der Monokotyledonen.

## Merkmale
Die Vertreter dieser Ordnung sind durch relativ wenige gemeinsame abgeleitete Merkmale miteinander verbunden, die Verwandtschaft der fünf Familien wurde erst durch molekulargenetische Untersuchungen herausgefunden. Dazu zählt ein verwachsenes Androeceum und möglicherweise tenuinucellate Samenanlagen. Stärkehaltiges Endosperm ist die Regel. Im Gen atpA befindet sich eine 6 Basenpaare große Deletion. 
Die Cyclanthaceae und Stemonaceae haben die bei den Einkeimblättrigen seltenen vierzähligen Blüten gemeinsam. Cyclanthaceae, Pandanaceae und Triuridaceae besitzen Blüten, die zugleich auch Merkmale von Blütenständen aufweisen. 

## Systematik und Verbreitung
Die Pandanales sind die Schwestergruppe der Dioscoreales. 
Zu dieser Ordnung gehören nach APG III fünf Familien:
- Scheibenblumengewächse (Cyclanthaceae)
- Schraubenbaumgewächse (Pandanaceae)
- Stemonaceae
- Triuridaceae
- Velloziaceae

## Weiterführende Literatur
- Carol A. Furness, Paula J. Rudall: Comparative Structure and Development of Pollen and Tapetum in Pandanales. International Journal of Plant Sciences, 2006, Band 167, S. 331–348. doi:10.1086/499503